# Nisaetus floris
Diều Flores (danh pháp khoa học: Nisaetus floris) là một loài chim trong họ Accipitridae.
Theo truyền thống nó được coi là một phân loài của Spizaetus cirrhatus; có lẽ một phần là do sự lộn xộn về bộ lông thật sự của các cá thể chim trưởng thành của loài này, do nó giống như bộ lông của chim non của loài Spizaetus cirrhatus. Không giống như Spizaetus cirrhatus, diều Flores non và trưởng thành là rất giống nhau về bộ lông.
Là loài đặc hữu Indonesia, diều Flores phân bố trong các khu rừng ở Flores, Lombok và Sumbawa trong quần đảo Sunda Nhỏ. Nó chủ yếu sinh sống trong vùng đất thấp, nhưng đã được ghi nhận ở độ cao tới 1.600 mét (5.200 ft). Chế độ ăn bao gồm chủ yếu là chim, thằn lằn, rắn và động vật có vú.
Do mất môi trường sống đang diễn ra trong phạm vi phân bố nhỏ của nó, cùng với săn bắt phục vụ buôn bán chim nuôi nhốt lồng cũng như sự ngược đãi bố do tập tính bắt gà, loài chim này được đánh giá là cực kỳ nguy cấp trong Sách đỏ IUCN về các loài bị đe dọa. Người ta ước tính rằng có ít hơn 100 cặp còn sinh tồn.